# Lina Hausicke
Lina Hausicke (Halle, 30 december 1997) is een voetbalspeelster uit Duitsland. Ze speelt als middenvelder voor SV Werder Bremen in de Bundesliga.

## Clubcarrière
Lina Hausicke begon met voetballen in 2006 bij FSV Grün-Weiß Stadtroda. Na deel te hebben gemaakt van meerdere jongensteams, maakte Hausicke in de zomer van 2010 de overstap naar het C-jeugdteam van USV Jena. Op veertienjarige leeftijd werd ze overgeheveld naar het B-jeugdteam. In de zomer van 2013 werd ze overgeheveld naar de hoofdmacht van USV Jena. Op 21 april 2014 maakte Hausicke haar debuut in de Bundesliga in een 2-0 overwinning op BV Cloppenburg. Op 26 juli 2017 stapte Hausicke over naar competitiegenoot SV Werder Bremen. In 2019 degradeerde Hausicke met SV Werder Bremen uit de Bundesliga, maar sinds het seizoen 2020/21 komt ze onafgebroken uit in de Bundesliga. In juni 2025 verlengde Hausicke haar contract in Bremen voor onbepaalde tijd.

## Statistieken
| Seizoen | Club             | Competitie     | Competitie | Competitie | Beker | Beker | Overig | Overig | Totaal | Totaal |
| Seizoen | Club             | Competitie     | Wed.       | Dlp.       | Wed.  | Dlp.  | Wed.   | Dlp.   | Wed.   | Dlp.   |
| ------- | ---------------- | -------------- | ---------- | ---------- | ----- | ----- | ------ | ------ | ------ | ------ |
| 2013/14 | USV Jena II      | 2de Bundesliga | 10         | 1          | 0     | 0     | 0      | 0      | 10     | 1      |
| 2013/14 | USV Jena         | Bundesliga     | 1          | 0          | 0     | 0     | 0      | 0      | 1      | 0      |
| 2014/15 | USV Jena         | Bundesliga     | 15         | 0          | 0     | 0     | 0      | 0      | 15     | 0      |
| 2015/16 | USV Jena         | Bundesliga     | 20         | 1          | 3     | 1     | 0      | 0      | 23     | 2      |
| 2016/17 | USV Jena         | Bundesliga     | 17         | 1          | 0     | 0     | 0      | 0      | 17     | 1      |
| 2017/18 | SV Werder Bremen | Bundesliga     | 21         | 2          | 2     | 0     | 0      | 0      | 23     | 2      |
| 2018/19 | SV Werder Bremen | Bundesliga     | 19         | 0          | 2     | 0     | 0      | 0      | 21     | 0      |
| 2019/20 | SV Werder Bremen | 2de Bundesliga | 12         | 2          | 2     | 0     | 0      | 0      | 14     | 2      |
| 2020/21 | SV Werder Bremen | Bundesliga     | 15         | 0          | 1     | 1     | 0      | 0      | 16     | 1      |
| 2021/22 | SV Werder Bremen | Bundesliga     | 20         | 3          | 2     | 0     | 0      | 0      | 22     | 3      |
| 2022/23 | SV Werder Bremen | Bundesliga     | 19         | 2          | 2     | 1     | 0      | 0      | 21     | 13     |
| 2023/24 | SV Werder Bremen | Bundesliga     | 13         | 4          | 2     | 0     | 0      | 0      | 15     | 4      |
| 2024/25 | SV Werder Bremen | Bundesliga     | 7          | 0          | 3     | 0     | 0      | 0      | 10     | 0      |
| Totaal  | Totaal           | Totaal         | 189        | 16         | 19    | 3     | 0      | 0      | 208    | 19     |

Bijgewerkt t/m 12 juni 2025.

## Interlandcarrière
Hausicke werd in februari 2014 voor het eerst opgeroepen voor Duitsland onder 17. In 2016 debuteerde Hausicke voor zowel Duitsland onder 19 en Duitsland onder 20.
1 Peng ·
3 Janzen ·
5 Ulbrich ·
6 Wichmann ·
8 Weiß ·
9 Weidauer ·
10 Mahmoud ·
11 Sternad ·
13 Walkling ·
14 Brandenburg ·
15 Sehan ·
16 Bernhardt ·
17 Dahl ·
18 Hausicke ·
19 Matheis ·
20 Meyer ·
21 Hahn ·
22 Dieckmann ·
23 Németh ·
27 Lührßen ·
28 Wirtz ·
29 Kunkel ·
31 Etzold ·
32 Pettersen ·
33 Pérez Jaramillo ·
37 Dahms ·
39 Behrens ·
Coach: Horsch